# Xiphotheca
Xiphotheca es un género de plantas con flores  perteneciente a la familia Fabaceae. Comprende 20 especies descritas y de estas, solo 6 aceptadas.

## Taxonomía
El género fue descrito por Eckl. & Zeyh. y publicado en Enum. 166. 1836.

## Especies aceptadas
A continuación se brinda un listado de las especies del género Xiphotheca aceptadas hasta julio de 2014, ordenadas alfabéticamente. Para cada una se indica el nombre binomial seguido del autor, abreviado según las convenciones y usos.	
Xiphotheca comprises the following species:

### SectionCongestae
- Xiphotheca fruticosa (L.) A. L. Schutte & B.-E. van Wyk
- Xiphotheca guthriei (L. Bolus) A. L. Schutte & B.-E. van Wyk
- Xiphotheca lanceolata (E. Mey.) Eckl. & Zeyh.
- Xiphotheca reflexa (Thunb.) A. L. Schutte & B.-E. van Wyk

### SectionXiphotheca
- Xiphotheca canescens (Thunb.) A. L. Schutte & B.-E. van Wyk
- Xiphotheca cordifolia A. L. Schutte & B.-E. van Wyk
- Xiphotheca elliptica (DC.) A. L. Schutte & B.-E. van Wyk
- Xiphotheca phylicoides A. L. Schutte & B.-E. van Wyk
- Xiphotheca tecta (Thunb.) A. L. Schutte & B.-E. van Wyk